# Лешно
Лешно (пољ. Leszno) град је у Пољској у Војводству великопољском. По подацима из 2012. године број становника у месту је био 64 722.

## Становништво
| 2012.  |
| ------ |
| 64.722 |

## Партнерски градови
- Зул
- Монлисон
- Калуга